# Martina Voss-Tecklenburg
Martina Voss-Tecklenburg (22 de dezembro de 1967) é uma treinadora ex-futebolista alemã que atuava como meia-atacante.

## Carreira
Martina Voss-Tecklenburg representou a Seleção Alemã de Futebol Feminino, nas Olimpíadas de 1996. 